# Scotopteryx bungaria
Scotopteryx bungaria là một loài bướm đêm trong họ Geometridae.